# Chiesa di San Giorgio (Endine Gaiano)
La chiesa di San Giorgio è il principale luogo di culto cattolico di Endine Gaiano in provincia e diocesi di Bergamo. Fa parte del vicariato di Solto-Sovere.

## Storia
Nel 1260 la chiesa di San Giorgio a Endine Gaiano risulta citata nell'elenco delle istituzioni religiose che dovevano versare un censo alla sede di Bergamo. La chiesa risultava inserita nell'antica pieve di san Lorenzo di Mologno. Fu nuovamente citata nella "nota ecclesiarum", elenco ordinato da Bernabò Visconti nel 1360 per definire i benefici titolari e stabilirne i censi da versare alla chiesa di Roma e alla famiglia Visconti di Milano. Dall'elenco viene indicata la presenza di tre benefici.
Nel libro censuale del 1464 redatto durante l'episcopato del vescovo di Bergamo Giovanni Barozzi, la chiesa risulta essere parrocchiale e di nuova costruzione indicata come "nullius plebis". Con l'istituzione dei nuovi vicariati foranei nel 1568 voluti dal vescovo Federico Corner nel II sinodo diocesano in ottemperanza al primo sinodo provinciale del 1565, confermato poi nel 1574, la chiesa risulta sempre affiliata alla pieve di Mologno.

Nell'autunno del 1575 san Carlo Borromeo arcivescovo di Milano, visitò la diocesi di Bergamo e il 27 ottobre anche la comunità di San Giorgio di Endine. Dalla sua relazione si evince che vi erano cinque altari retti dalla congregazioni del Santissimo Sacramento. Vi era inoltre il pio consorzio della Misericordia di Bergamo. Vi è indicata la presenza di un "rector" che teneva la scuola della dottrina cristiana. In prossimità vi erano gli oratori campestri di san Remigio e quello della contrada detta "Pore".
Nel 1659 fu il vescovo san Gregorio Barbarigo a visitare la parrocchia, la relazione indica la presenza delle confraternite del Santissimo Sacramento, del Santissimo Rosario, la scuola della dottrina cristiana e il consorzio pio della Misericordia di Bergamo. Era retta da un sacerdote coadiuvato da un chierico ed era inserita nella pieve di Mologno.
Nel 1656 la chiesa fu adornata dal nuovo altare maggiore che il 6 settembre fu consacrato dall'abate Augusto Basilio in sostituzione del vescovo di Bergamo Luigi Grimani. 
La chiesa fu inserita nel 1666 nel “Sommario delle chiese di Bergamo”, elenco redatto dal cancelliere della curia vescovile di Bergamo Giovanni Giacomo Marenzi. Nel documento è indicata come "nullius plebis" e chiesa parrocchiale sotto l'invocazione di san Giorgio martire. Vi erano le scuole del Santissimo Sacramento, del Santo Rosario, e il consorzio pio della Misericordia di Bergamo che gestivano i sette altari. Il clero era retto da un parroco coadiuvato da un curato titolato. Vi erano molti luoghi di culto in prossimità.
Il vescovo Luigi Ruzzini nel 1703 concesse alla chiesa il titolo di arcipretale.

Il vescovo di Bergamo Giovanni Paolo Dolfin visitò la chiesa il 5 settembre del 1780. Alla relazione fu inserito un documento dell'allora rettore che indica la presenza di cinque altari retti dalle congregazioni e dal consorzio della Misericordia. Vi era un solo parroco stipendiato dai vicini.
L'antica chiesa nel Settecento non rispondeva più alle esigenze del territorio che aveva avuto un importante sviluppo demografico, fu quindi edificato un nuovo edificio di culto modificando quello antico su progetto di Giacomo Caniana nel 1785. Il prolungamento che fu eseguito nel 1883 risultava non essere omogeneo con la struttura precedente. Furono eseguiti però i decori verso la fine del XIX secolo. Il Novecento fu per l'edificio oggetto di lavori di mantenimento e ammodernamento con la posa delle nuove vetrate istoriate e dell'altare comunitario in ottemperanza alle disposizioni del concilio Vaticano II.
Con decreto del 27 maggio 1979 del vescovo Giulio Oggioni la chiesa fu inserita nel vicariato foraneo di Solto-Sovere.

## Descrizione

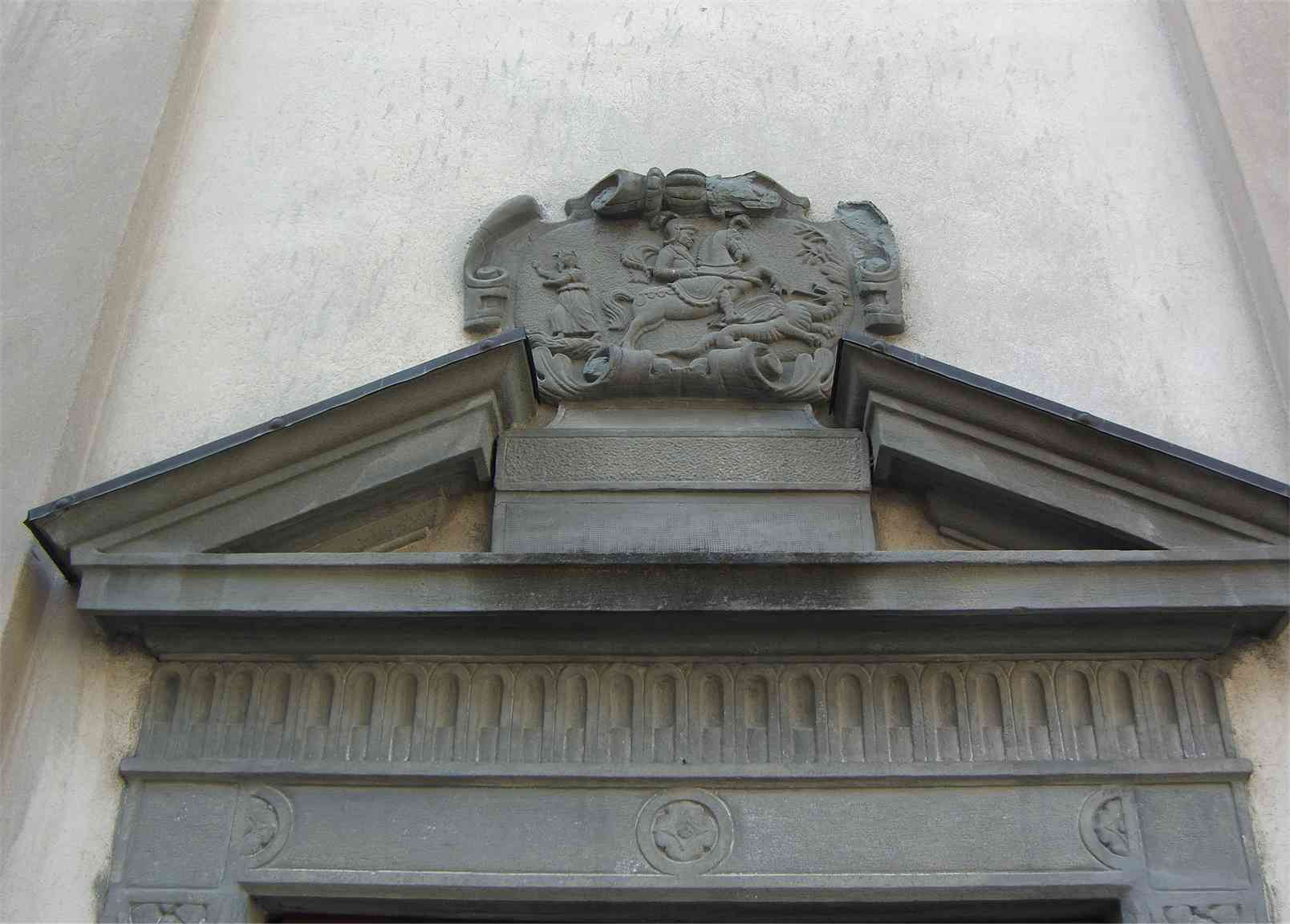
Altoririevo con san Giorgio che uccide ill drago-ingresso-laterale

### Esterno
L'edificio di culto dal classico orientamento liturgico con abside rivolta a oriente, è centrale all'abitato preceduto dal sagrato di piccole misure. Il fronte principale è tripartito da lesene in muratura complete di alte zoccolature e coronate da capitelli corinzi. L'ingresso principale è posto nella sezione centrale con colonne in arenaria che reggono il cornicione e il timpano triangolare. La parte superiore ospita un'aperture semicircolare atta a illuminare l'aula. Le due sezioni laterali ospitano in due nicchie le statue dei santi Rocco e Remigio. Il frontone termina con il timpano triangolare e le due sezioni laterali ad andamento curvo fanno da raccordo con le muratura d'ambito.
La torre campanaria risale al XXIII secolo, composta in muratura mentre i muri perimetrali sono in pietrame. La torre divisa in quattro sezioni conserva nella terza l'orologio, mentre la cella campanaria ha quattro monofore e la copertura a falde.

### Interno
L'interno a unica navata divisa da lesene complete di zoccolatura che reggono il cornicione che percorre tutta l'aula, in sei campate di misure differenti. La prima campata ospita due cappelle con aperture a arco con il battistero nella prima a sinistra mentre quella corrispondente a destra la statua del santo titolare a cavallo. La seconda campata sul lato sinistro è dedicato a zona penitenziale con i confessionali lignei, mentre corrispondente a destra l'altare ligneo decorato in oro dedicato a san Giuseppe. La terza presenta copertura da tazza ellittica con la cappella dedicata al Sacro cuore di Gesù in marmo nero e a destra a san Remigio. A sinistra si presenta l'ingresso laterale mentre a destra la nicchia con la statua della Madonna Immacolata. L'ultima campata ospita le cantorie ed è di misura minori rispetto alle precedenti. 
La zona del presbiterio a pianta rettangolare, anticipata dall'arco trionfale e sopraelevata da quattro gradini termina con il coro absidale a pianta semicircolare, con volta a catino.